# Silene dewinteri
Silene dewinteri är en nejlikväxtart som beskrevs av G. Bocquet. Silene dewinteri ingår i släktet glimmar, och familjen nejlikväxter. Inga underarter finns listade i Catalogue of Life.